# Friedelind Wagner
Friedelind Wagner (29. března 1918 – 8. května 1991) byla starší dcera německého hudebního skladatele Siegfrieda Wagnera a jeho anglické manželky Winifred Williams. Byla vnučkou o něco slavnějšího skladatele Richarda Wagnera. Přes babičku Cosimu byla pravnučkou dirigenta France Liszta.
Narodila se v Bayreuthu a byla známá pod přezdívkou Die Maus nebo Mausi (myška). Spolu s ostatními členy rodiny se od útlého věku účastnila každoročních slavností. V roce 1936 začala Fiedelind pracovat jako sekretářka Heinze Tietjena. Její matka Winifred byla fanatickou obdivovatelkou Adolfa Hitlera, zatímco Friedelind jeho režim kritizovala, což ji nakonec v roce 1939 donutilo opustit Německo. Krátkou dobu žila ve Švýcarsku, odkud se přesunula na ostrov Man, kde žila od května 1940 do února 1941. Později začala psát antinacistické články pro noviny Daily Sketch.
With the help of Arturo Toscanini, in 1941 Friedelind Wagner moved to the United States where she became involved with radio broadcasts of anti-Nazi propaganda and became an American citizen. She also helped Professor Henry A. Murray, Director of the Harvard Psychological Clinic plus psychoanalyst Walter C. Langer and other experts to create a 1943 report for the OSS designated as the Analysis of the Personality of Adolph Hitler. With writer Page Cooper, in 1945 Friedelind Wagner wrote her memoirs "Heritage of Fire." Published in English in New York City by Harper & brothers, it was released in London in 1948 as "The Royal Family of Bayreuth."
V roce 1953 se Friedelind vrátila k práci na Bayreuthský festival. Žila zde v nejvyšším patře zahradního domu u Wahnfried, původního Wagnerova domu, který se později stal muzeem. V Bayreuthu řídila kurzy pro mladé zpěváky, dirigenty a režiséry. V roce 1976 se stala součástí týmu, který tvořil dokument Wagner:The Making of the Ring.
Americký dirigent Michael Tilson, který byl jejím žákem, se později stal hudebním a dirigentským asistentem na Bayreuthském festivalu.
V pozdějších letech si Friedelind pořídila vlastní dům v Lucernu ve Švýcarsku. Nikdy se nevdala a zemřela v nemocnici ve městě Herdecke v Německu v roce 1991.